# شهرستان شرودا شلانسکا
شهرستان شرودا شلانسکا (به لهستانی: Powiat Środa Śląska) یک شهرستان در لهستان است که در استان سیلزی سفلی واقع شده‌است. شهرستان شرودا شلانسکا ۷۰۳٫۶۸ کیلومتر مربع مساحت و ۵۰٬۱۱۹ نفر جمعیت دارد.